# Mount Vernon (Oregon)
Mount Vernon is een plaats (city) in de Amerikaanse staat Oregon, en valt bestuurlijk gezien onder Grant County.

## Demografie
Bij de volkstelling in 2000 werd het aantal inwoners vastgesteld op 595. In 2006 is het aantal inwoners door het United States Census Bureau geschat op 524, een daling van 71 (-11,9%).

## Geografie
Volgens het United States Census Bureau beslaat de plaats een oppervlakte van 1,8 km², geheel bestaande uit land. Mount Vernon ligt op ongeveer 873 m boven zeeniveau.

## Plaatsen in de nabije omgeving
De onderstaande figuur toont nabijgelegen plaatsen in een straal van 36 km rond Mount Vernon.